# Achille Gonzaga
Achille Coriolano Gonzaga (13 novembre 1822 – Volta Mantovana, 15 agosto 1870) è stato un nobile italiano, marchese onorifico di Vescovato.

## Biografia

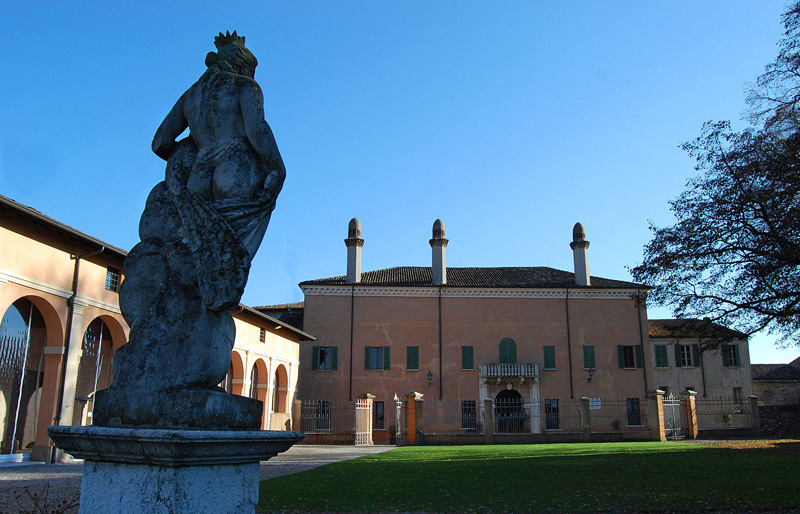
Volta Mantovana, Palazzo Gonzaga-Guerrieri

Era figlio di Francesco Nicola (1795-1825), marchese di Vescovato, appartenente ai Gonzaga di Vescovato, ramo cadetto dei Gonzaga, e di Cristina Furlani (1801-?). Nel 1825, alla morte del padre, ereditò i titoli di marchese di Vescovato e di principe del Sacro Romano Impero.
Partecipò ai moti del 1848 e dovette in seguito utilizzare un falso nome, ma si recò poi a Mantova per rendere omaggio all'imperatore Francesco Giuseppe I. Agli inizi degli anni cinquanta dell'Ottocento inviò la moglie a Vienna, insieme ad altre nobildonne, per rivolgere all'imperatore la supplica di grazia ai Martiri di Belfiore. Prima del 1851 aveva acquistato dalla famiglia Guerrieri Gonzaga l'omonimo palazzo di Volta Mantovana, in provincia di Mantova, facendone la sua dimora di villeggiatura.
Nel 1857 si trasferì in Monferrato e poi a Vignale sotto la protezione dei Savoia, ma rifiutò la carica di deputato del Parlamento subalpino. Qui ebbe l'occasione di conoscere bene la nobiltà piemontese del tempo, conoscenza che fu aiutata dal conte Cesare Valperga di Masino. Ebbe inoltre contatti con il segretario di Cavour Giovanni Battista Borea d'Olmo.
Nel 1866 Mantova fu liberata dagli austriaci, e dopo la sua annessione all'Italia, al termine della terza guerra d'indipendenza italiana, Achille Gonzaga tornò a Mantova e nel 1867 entrò a far parte del consiglio comunale cittadino, venendo insignito del titolo di duca titolare di Mantova.
Si ritirò a vita privata l'anno seguente e morì nel 1870 nella propria residenza di Volta Mantovana.

## Discendenza
Nel 1846 sposò la nobildonna Elisabetta Borromeo (1823-1892), dalla quale ebbe due figli:
- Ferrante (1847-1916), marchese di Vescovato, sposò Maria Anna dei conti Roncadelli (1851-?);
- Costanza (1848-1926), sposò Tullio Cavriani (1842-1915).